# Cesar Muñoz-Fontela
Cesar Muñoz-Fontela (* 1975) ist ein spanischer Mikrobiologe und Virologe.
Seit Anfang 2018 leitet er die Arbeitsgruppe Virus-Immunologie am Bernhard-Nocht-Institut für Tropenmedizin in Hamburg. Von 2011 bis Ende 2017 war er Leiter der Nachwuchsgruppe Neuauftretende Viren am Hamburger Heinrich-Pette-Institut.
Muñoz-Fontela gelang es, ein Mausmodell für virale hämorrhagische Fieber des Menschen aufzubauen, wie Ebolafieber, Lassafieber. Dazu wurden den Mäusen humane Blutstammzellen implantiert.  Munoz-Fontela konnte daran die Wirksamkeit des antiviralen Medikaments Favipiravir zeigen, das auch schon erfolgreich an Patienten getestet wurde. Er arbeitete dabei mit dem Bernhard-Nocht-Institut für Tropenmedizin (BNITM) in Hamburg zusammen (und dem dortigen Leiter der Virologie Stephan Günther). Dabei erforschte er das Ebolafieber auch vor Ort in Westafrika (Guinea) und er konnte mit Kollegen aus seinem Institut und vom BNITM 2016 eine Besonderheit der Immunantwort bei tödlichem Krankheitsverlauf finden (erhöhte Anzahl CD4- und CD8-positiver T-Lymphozyten, die in hohem Maß CTLA-4 und PD-1 exprimieren). Das ist ein Hinweis darauf, dass eine fehlgeleitete Immunantwort wesentlich zur Letalität beiträgt.
Er reist regelmäßig in Länder mit Ebola-Ausbrüchen und ähnlichen Virusfiebern und trainiert Ärzte und anderes medizinisches Personal in Diagnostik und Schutzausrüstung.
2016 erhielt er den Wissenschaftspreis: Gesellschaft braucht Wissenschaft.

## Schriften (Auswahl)
- mit L. Oestereich, A. Lüdtke, S. Wurr, T. Rieger, S. Günther: Successful treatment of advanced Ebola virus infection with T-705 (favipiravir) in a small animal model, Antiviral Research, Band 105, 2014, S. 17–21
- mit L. Zammarchi, S. Günther u. a.: Zika virus infections imported to Italy: clinical, immunological and virological findings, and public health implications, Journal of Clinical Virology, Band 63, 2015, S. 32–35
- mit M. W. Carroll, S. Günther u. a.: Temporal and spatial analysis of the 2014–2015 Ebola virus outbreak in West Africa, Nature, Band 524, 2015, S. 97
- mit S. Macip u. a.: Transcriptional role of p53 in interferon-mediated antiviral immunity, Journal of Experimental Medicine, Band 205, 2008, S. 1929–1938